# Undecano-1,5-lacton
Undecanono-1,5-lacton (auch Undecan-1,5-olid oder δ-Undecanolacton) ist eine organische Verbindung aus der Gruppe der Lactone.

## Herstellung
Eine mögliche Synthese geht von Cyclopentanon aus, dieses wird mit Hexylmagnesiumbromid zu 1-Hexylcyclopenten umgesetzt. Ozonolyse mit reduktiver Aufarbeitung (Dimethylsulfid oder Triphenylphosphin) ergibt 5-Oxoundecanal. Dessen Reaktion mit Samarium(II)-iodid und 2-Thiopropanol führt zum Undecano-1,5-lacton. 10-Undecensäure kann durch Reaktion mit einer ionischen Flüssigkeit aus Cholinchlorid und Zinkchlorid (Cholinchlorid•2 ZnCl2) isomerisiert und cyclisiert werden, wobei hauptsächlich Undecano-1,4-lacton und in geringerer Menge Undecano-1,5-lacton entstehen. Die reinen Enantiomere können ausgehend von 2-Hexylidencyclopentanon hergestellt werden. Asymmetrische Noyori-Hydrierung mit Wasserstoff und einem Ruthenium / BINAP-Katalysator ergibt enantiomerenreines 2-Hexylcyclopentanon. Dieses kann unter Erhalt der Stereochemie in einer Baeyer-Villiger-Oxidation mit meta-Chlorperbenzoesäure in Undecano-1,5-lacton überführt werden.

## Verwendung
Undecano-1,5-lacton wird weltweit in der Größenordnung von 1 bis 10 Tonnen pro Jahr als Duftstoff verwendet. Es ist in der EU unter der FL-Nummer 10.011 als Aromastoff für Lebensmittel zugelassen.